# 長原渡船

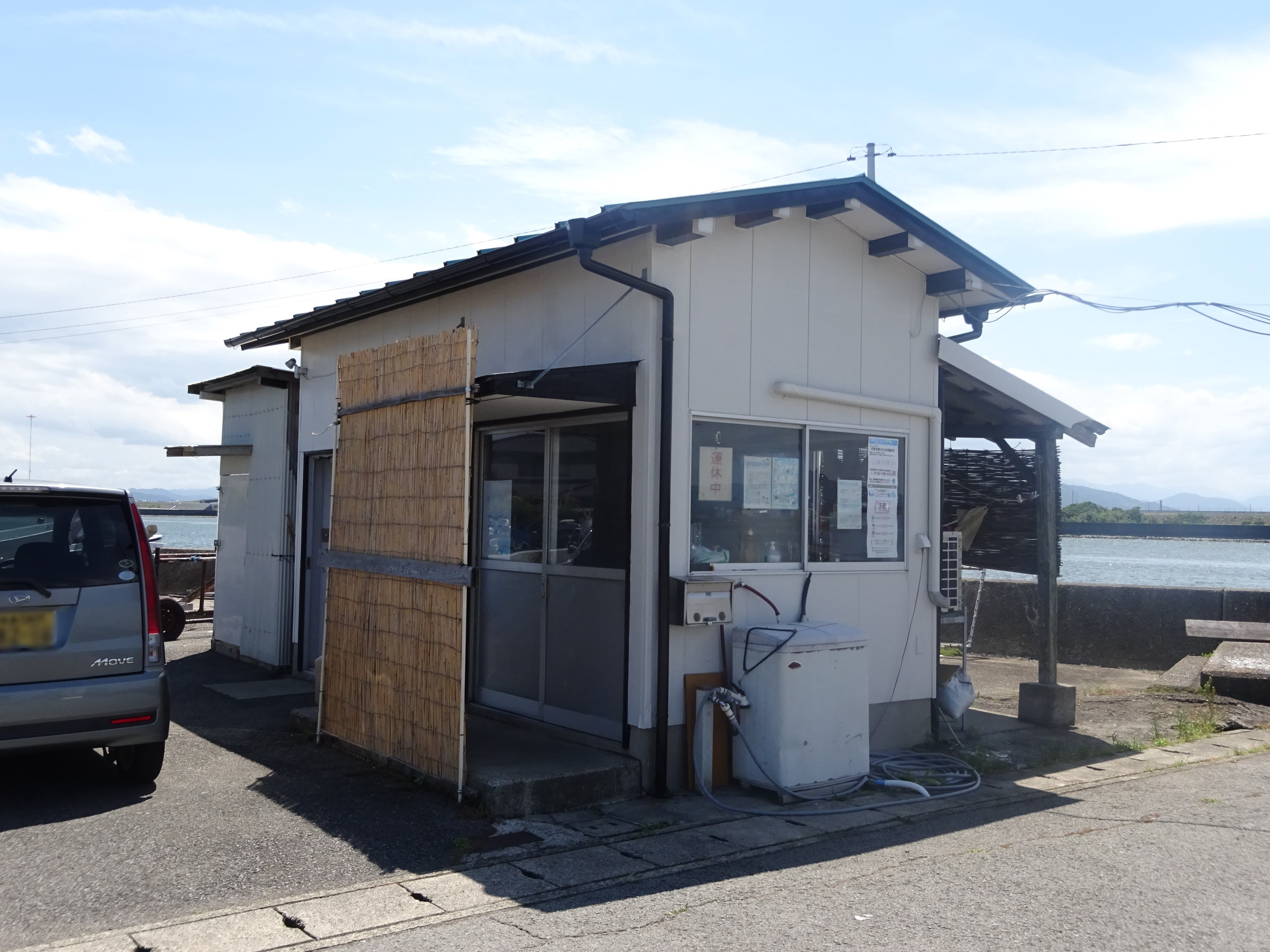
長原渡船の運航員詰所

長原渡船（ながはらとせん）は、徳島県徳島市川内町米津と同県板野郡松茂町長原との間にある、吉野川水系の今切川の両岸（約300m）を結ぶ、松茂町営の渡し船である。徳島県道219号古川長原港線の一部を構成している。無料で乗船することができる。

## 概要

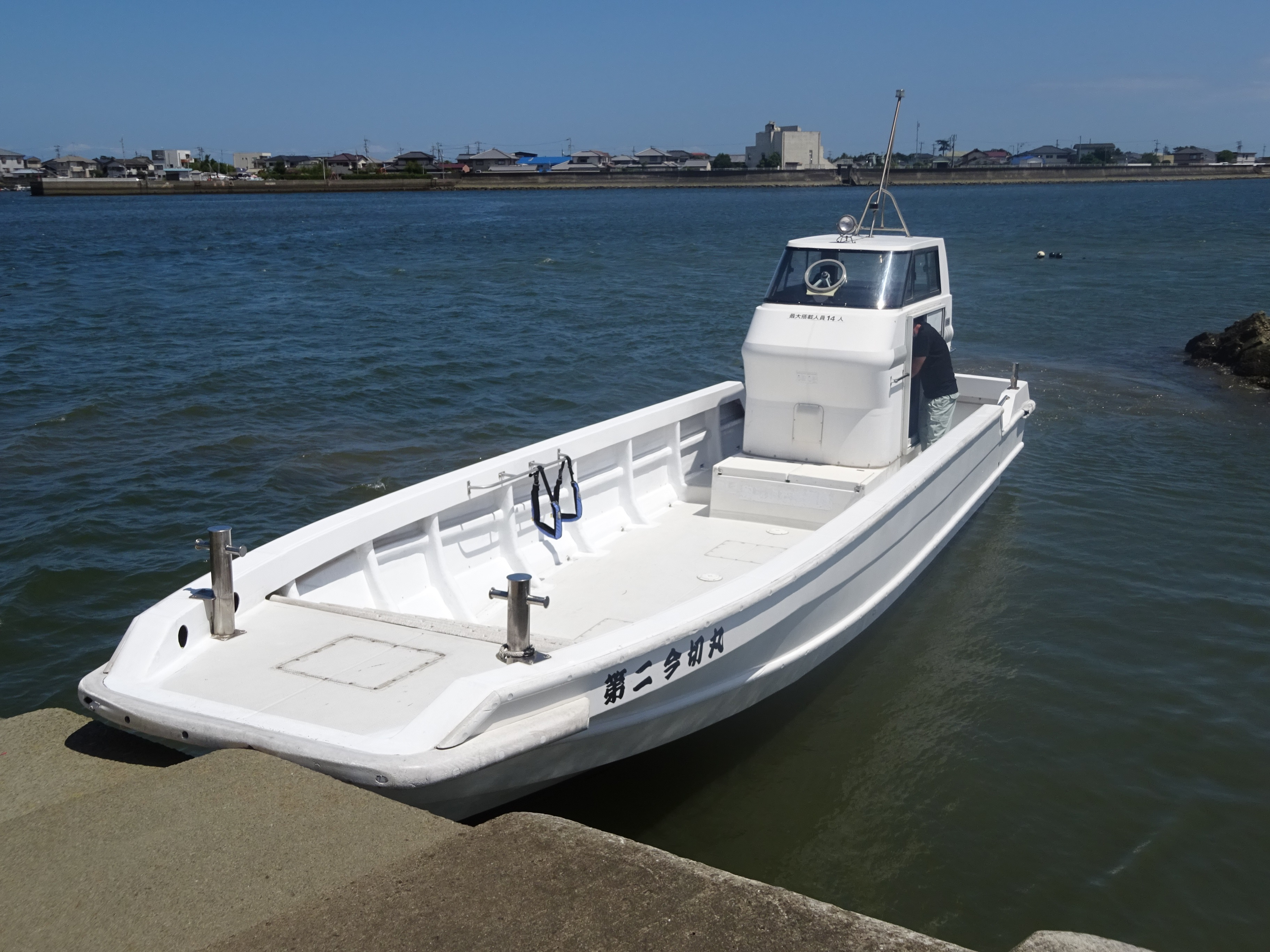
使用される第二今切丸

1873年（明治6年）以前からあった民間の渡し船に由来する。1959年（昭和34年）に県道に組み込むことによって県営化され、1984年（昭和59年）からは県が松茂町に運航を委託している。
現在の主力船は「第二今切丸」であり、船は松茂町長原側で待機している。徳島市側から利用の際は、用意されている旗を振るなどして対岸に合図をする。

## 運航データ

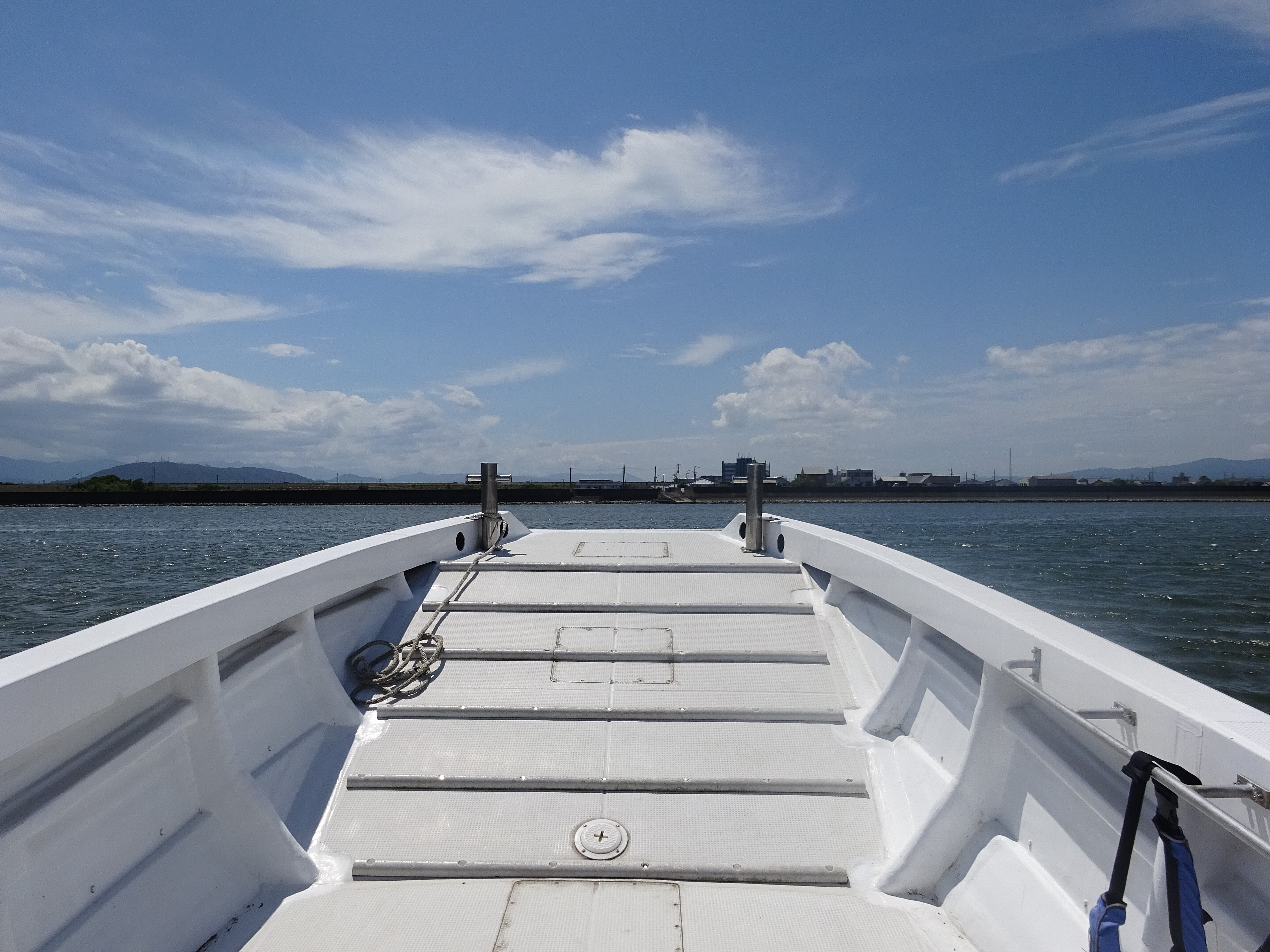
米津に向かう船上の様子

- 運航時間：①6:30～9:30 ②10:00～10:30 ③11:00～11:30 ④13:00～13:30 ⑤14:00～14:30 ⑥15:00～15:30 ⑦16:00～16:30 ⑧17:00～17:30 ⑨18:00～18:30
- 定員：18名（運航員2名含む・救命胴衣不要・自転車も乗船可）
- 運休日：なし　※河川の増水・強風など運航に支障きたす場合は臨時休航となる。その際は松茂側で黄色いパトライトが点滅する。
- 利用料金：無料

## 乗船場へのアクセス
- 長原側

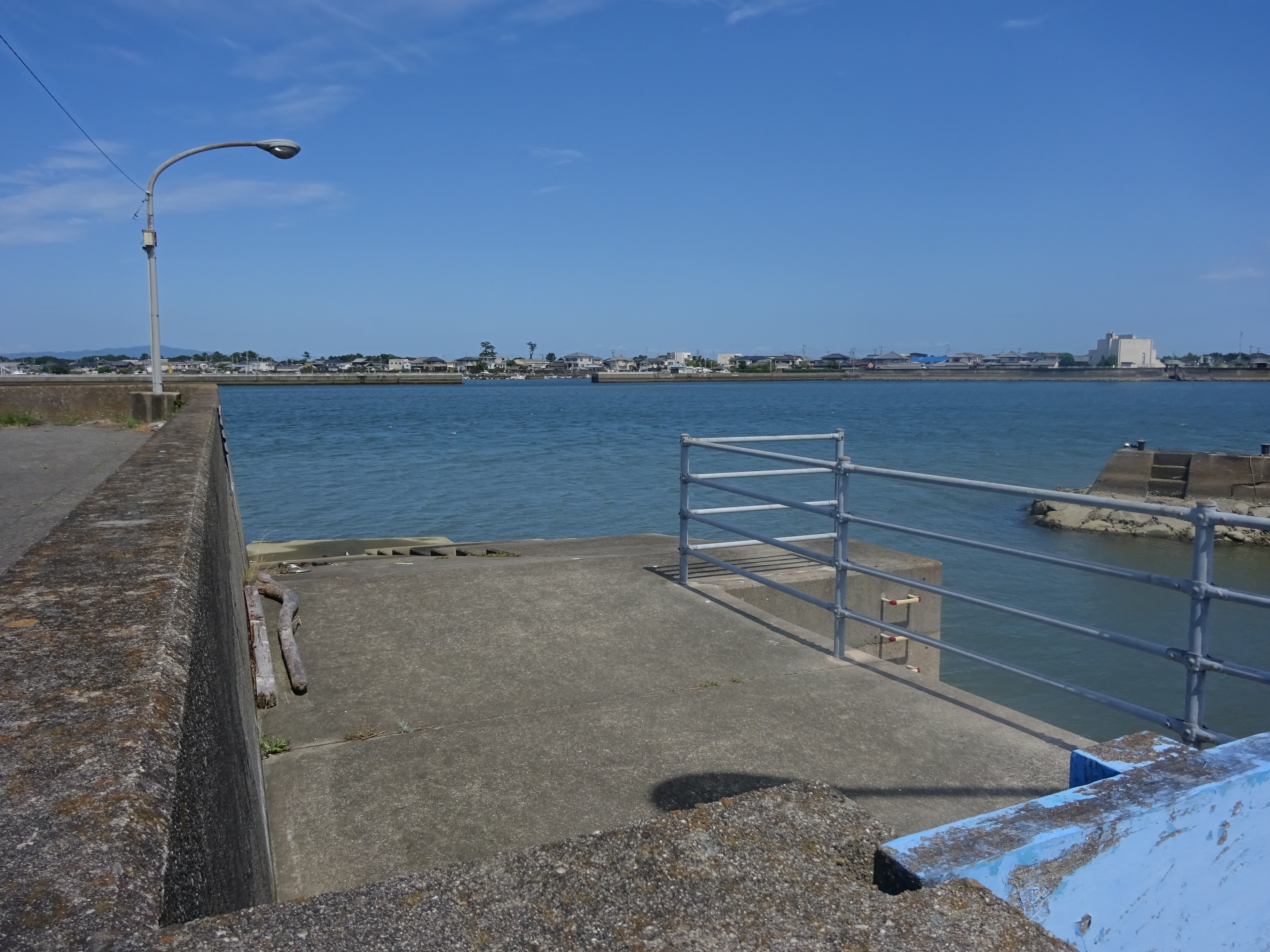
米津側

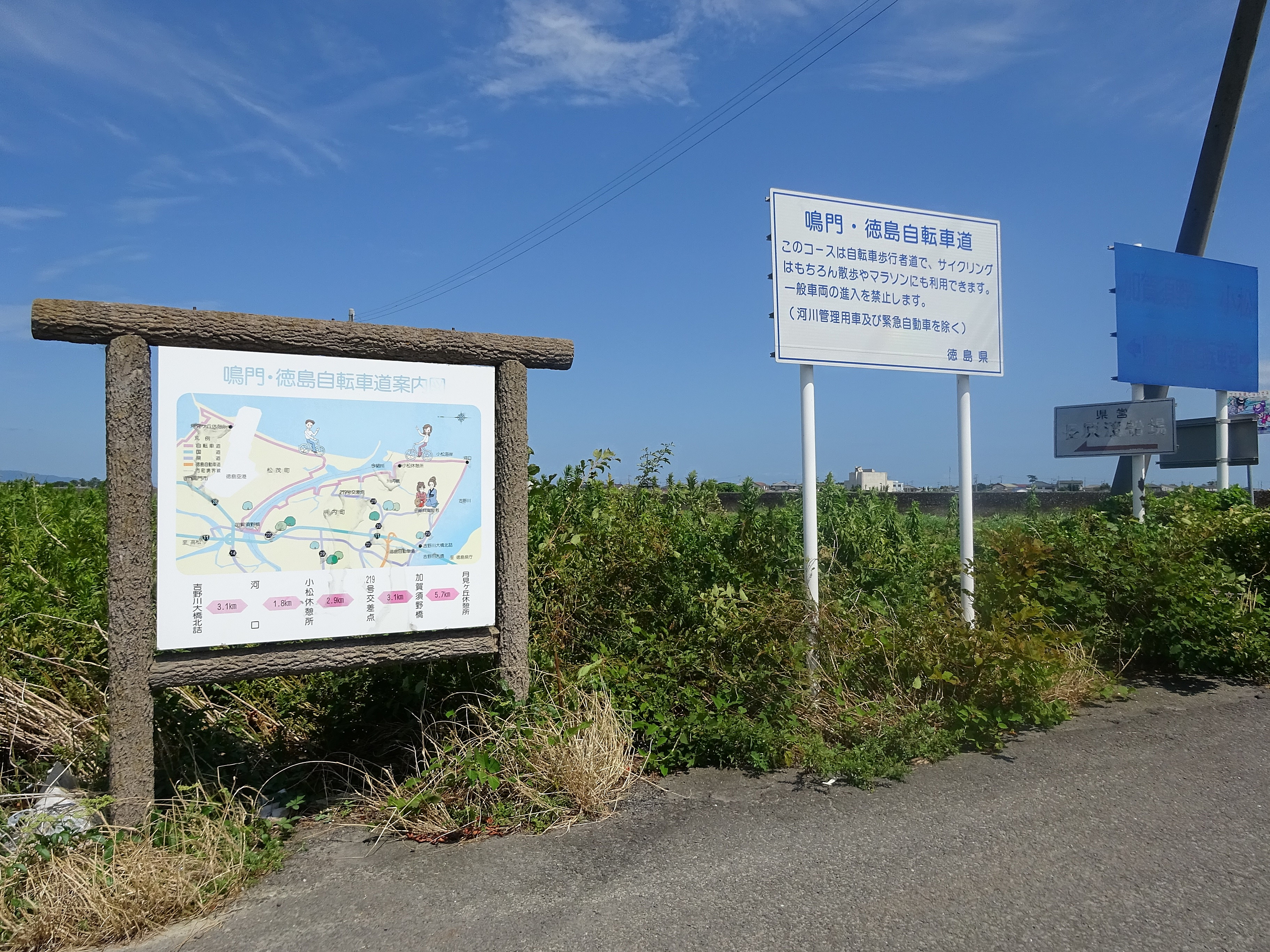
徳島鳴門自転車道に通じる渡船乗場案内（米津側）

  - 松茂町役場などより松茂町地域コミュニティバス長原東部線に乗車、若宮神社バス停下車、西へ約300m
- 米津側
  - JR徳島駅より徳島バス（徳島市営バスが委託）川内循環線に乗車、米津団地前バス停下車、北へ約300m

徳島県道401号鳴門徳島自転車道線（鳴門市撫養町―徳島市川内町間、38.383キロ）を走るサイクリング愛好者の利用がある。